# Déri Miksa-díj
A Déri Miksa-díjat [a kitüntetés irodalomban használt neve: Déri-díj] 1960-ban alapította a Magyar Elektrotechnikai Egyesület (MEE), s évenként olyan tagjának adományozza, aki az egyesületi életben tevékenyen közreműködik, illetve az erősáramú elektrotechnika területén kimagasló gyakorlati (alkalmazott) tevékenységet folytat és ennek keretében elért eredményeit az egyesület lapjaiban tanulmány, szakcikk keretében ismerteti.

## Az érem leírása
Az érem alkotója Kiss Nagy András, az elkészülés éve: 1960. Az érem képe.
Első oldalán Déri Miksa elektromérnök arcképe jobbra néző háromnegyed profilban. Felirata: „DÉRI MIKSA” (mesterjel nélkül).
Hátoldalán vízszintesen elhelyezett kis szekrény, az elején gyöngysorral keretezett, tégla alakú, bemélyített mező, a jutalmazott nevének bevésésére és a tetejére helyezett kétfülű váza virágokkal, amelyre a jutalmazás évszáma van bevésve, alul felirat: „A MAGYAR ELEKTRO-/TECHNIKAI EGYESÜLET/DÉRI DÍJA”. Öntött, bronz. Átmérője: 65 mm. (A Magyar Műszaki Múzeum gyűjteményében.)

## Díjazottak
- 1960 – Szepesi Endre, dr.[2]
- 1961 – Szomjas Gusztáv, dr.[3]
- 1962 – Csikós Béla[4][5]
- 1963 – Kaffka Károly[6]
- 1964 – Mocsáry József[7]
- 1965 – Bókay Béla[8][9]
- 1966 – Ujházy Géza[10]
- 1967 – Sztanó Rezső[11]
- 1968 – Mátrai Ferenc[11]
- 1970 – Bach Iván, dr.[12]
- 1971 – Gombos Imre[11]
- 1972 – Kerényi A. Ödön[13]
- 1973 – Turán György[11]
- 1974 – Szabó Bakos Róbert, dr.[11]
- 1975 – Mergl István[11]
- 1976 – Mergl István[11]
- 1978 – Néveri István, dr.Mergl István[11]
- 1978 – Czigány Béla[11]
- 1979 – Tajthy Tihamér[11]
- 1980 – Paulusz Mihály[11]
- 1981 – Gergely Pál[11]
- 1982 – Horváth András[11]
- 1983 – Németh Károly[11]
- 1983 – Solymos Endre[11]
- 1984 – Debreczeni Gábor[11]
- 1985 – Gyimóthy Kálmánné[14]
- 1985 – Cséfalvay Miklós[15]
- 1986 – Selmeczi Gyula[16]
- 1987 – Németh Endre, dr. egyetemi docens[17]
- 1987 – Csépes Gusztáv[18]
- 1988 – Krómer István, dr.[19]
- 1989 – Dán András, dr.[20]
- 1989 – Varjú György, dr.[21][22]
- 1990 – Szakonyi Ágoston[23]
- 1990 – Weiling Gábor[24]
- 1991 – Gelléri Emil, dr.[25]
- 1992 – Vadas Gábor[26][27]
- 1993 – Retter Gyula, dr.[11]
- 1994 – Poppe Kornélné[28]
- 1994 – Jáni Józsefné[29]
- 1995 – Várkonyi László[30]
- 1996 – Dienes Géza[11]
- 1997 – Babós Sándor[31]
- 1998 – Hrivnyák Gyula[11]
- 1998 – Kádár Péter, dr.[11][32]
- 1998 – Mergl K. Attila[11]
- 1999 – Bojtor László, dr.[11]
- 1999 – Stadler Gábor[11]
- 2000 – Kassay Gábor[11]
- 2000 – Vonnák István[33]
- 2001 – Szandtner Károly, dr.[11]
- 2002 – Spala János[11]
- 2002 – Szurdoki János[11]
- 2002 – Gyurkó István[11]
- 2002 – Podonyi Gábor[11]
- 2003 – Dán András, dr.[11]
- 2003 – Danyek Gyula, dr.[11]
- 2003 – Kisvölcsey Jenő, dr.[11]
- 2004 – Mihálkovics Tibor, dr.[11]
- 2005 – Borka József, dr.[11]
- 2005 – Horváth Miklós[11]
- 2006 – Bencze János, dr.[11]
- 2007 – Tóth Zoltán[11]
- 2008 – Kránicz Balázs, dr.[11]
- 2009 – Dán András dr.[11]
- 2009 – Orlay Imre[11]
- 2010 – Arató András
- 2011 – Hunyár Mátyás, dr.[11]
- 2012 – Kerekes Béla[11]
- 2013 – Kárpáti Attila, dr.[11]
- 2014 – Gölöncsér Péter[11]
- 2016 – Szauter Gusztáv[11]
- 2017 – Szűcs Attila[11]
- 2017 – Ringler Csaba[11]
- 2018 – Poppe András, dr.[11]
- 2019 – Hajdú-Benkő Zoltán[11]
- 2019 – Hartmann Bálint, dr.[11]
- 2019 – Vokony István, dr.[11]
- 2019 – Sőrés Péter[11]
- 2020 – Kiss László Zoltán, dr.[34]